# مات ستيجينجا
مات ستيجينجا (بالإنجليزية: Matt Steigenga)‏ مواليد 27 مارس 1970 في غراند رابيدز، هو لاعب كرة سلة أمريكي معتزل. بدأ مسيرته الاحترافية في سنة 1992. تم اختياره من قبل فريق شيكاغو بولز خلال الدرافت. حمل الرقم 6. يبلغ طوله 6 قدم 7 بوصة (2.0 م). حقق المركز الثاني في دورة الألعاب الأمريكية 1999. اعتزل اللعب في 2000.

## الميداليات
| الميدالية | المسابقة                    |
| --------- | --------------------------- |
| فضية      | دورة الألعاب الأمريكية 1999 |

## روابط خارجية
- مات ستيجينجا على موقع إن بي أي (الإنجليزية)
- مات ستيجينجا على موقع سبورتس رفرنس (الإنجليزية)
- مات ستيجينجا على موقع الدوري الإسباني لكرة السلة (الإسبانية)
- مات ستيجينجا على موقع كرة السلة الأوروبية.كوم (الإنجليزية)
- مات ستيجينجا على موقع كلية كرة السلة في سبورتس رفرنس.كوم (الإنجليزية)
- مات ستيجينجا على موقع ريلجم (الإنجليزية)
- مات ستيجينجا على موقع بروبوليرز (الإنجليزية)